# Turbulences (film, 2015)
Pour les articles homonymes, voir Turbulences.
Pour plus de détails, voir Fiche technique et Distribution.
Turbulences est un film d'animation camerounais et sud-africain réalisé et produit par Daniel Kamwa, sorti au Cameroun en 2015. C'est un conte fantastique en images de synthèse évoquant par allégorie le thème de l'émigration clandestine hors d'Afrique.

## Synopsis
L'intrigue se déroule dans un pays imaginaire appelé la « République Très Démocratique de Chez Nous ». Tout commence le jour où le Président met en œuvre un programme appelé le « Retour à la Terre des diplômés sans emplois stables » : on distribue aux diplômés sans emplois des parcelles de forêts à exploiter, en leur promettant des subventions. Mais trois ans après, ils n'en ont toujours reçu aucune. Un jeune diplômé devenu chasseur, qui exploite une parcelle avec sa femme en élevant leur bébé, voit sa vie bouleversée quand il reçoit la visite d'un envoyé du gouvernement, qui lui apprend que les parcelles ont été cédées à une multinationale qui va les gérer à sa façon. Le couple reçoit les conseils d'esprits surnaturels qui s'adressent indépendamment au chasseur et à sa femme. Le chasseur se retrouve propulsé sur une étrange planète où des lutins facétieux s'adressent à lui. Le couple décide alors d'émigrer pour échapper à ce système prédateur : ils traversent clandestinement la mer vers le Nord.

## Fiche technique
- Titre : Turbulences
- Réalisation : Daniel Kamwa
- Production : Daniel Kamwa
- Studios de production : Coconut Dream (Cameroun), DK7-Communications (France)
- Studio d'animation : Inventio Corporation (Afrique du Sud)
- Pays : Cameroun, Afrique du Sud
- Durée : 113 minutes
- Date de sortie : Cameroun : 31 mai 2015 (à Douala), 7 juin 2015 (à Yaoundé)

## Distribution
- Lucien Jean-Baptiste : le Chasseur
- Philippe Catoire : le Revenant
- Géraldine Asselin : l'oiseau
- Sidibi Bakaba
- Mbembo : la femme
- Günther Germain

## Conception du film
Avec ce film, Daniel Kamwa veut dénoncer les politiques démagogiques et les ingérences étrangères dans les pays d'Afrique. Par le biais de la fiction et du spectacle, il aborde la question des causes de l'immigration clandestine vers les pays du Nord. L'univers qu'il invente mêle l'animation en images de synthèse à des personnages de lutins, d'oiseau magique et de prêtresse qui sont issus des fables traditionnelles du pays. 
Le projet a été financé principalement par le Cameroun, l'Afrique du Sud et plusieurs autres pays. À l'étranger, le projet a reçu le soutien de l'Organisation internationale de la francophonie et le concours du Fonds francophone de production audiovisuelle du Sud,. Le budget final du film s'élève à environ 3 millions d'euros, ce qui est un gros budget pour un film camerounais (selon Daniel Kamwa, la moyenne des films produits en Afrique, que ce soit en animation ou en prises de vue réelles, ne dépasse pas le quart de cette somme), mais un petit budget pour un film d'animation de ce niveau.
Turbulences a été produit par le studio camerounais Coconut Dream, basé à Nkongsamba au Cameroun. L'animation a cependant été assurée par un studio sud-africain, Inventio Corporation, basé à Johannesbourg.

## Accueil critique
Sur le site Cameroun24, Patricia Ngo Ngouem évoque l'accueil réservé au film par le public lors de sa projection à Yaoundé début juin 2015. Elle indique que le dénouement mélancolique, en particulier, a suscité des réactions partagées. À titre personnel, elle apprécie que la fin ouverte du film laisse chacun imaginer la suite. Elle apprécie les dialogues « poétiques aux rimes savamment dosées » et se montre indulgente envers les quelques « erreurs techniques » qu'elle relève dans le film. En dépit du fait que l'histoire se présente comme une fiction, elle note des similitudes « assez troublantes » entre le pays fictif où le film se déroule et le Cameroun actuel, notamment à propos du programme de retour à la terre des jeunes diplômés sans emploi, « promesse qui rappelle celle faite en 2011 par le président camerounais Paul Biya, relative au recrutement de 25.000 jeunes diplômés à la Fonction publique ». Elle apprécie le détour par la fiction et par le dessin animé qui, selon elle, « dédramatise » le sujet d'actualité, ainsi que l'équilibre du propos qui montre les causes de l'émigration de nombreux Noirs hors du Cameroun, sans pour autant les dédouaner complètement.
Sur le site Images francophones, Michel Amargé salue la « démarche ambitieuse » du film, qui cherche à « marier réflexion et poésie visuelle ». Il regrette « le propos un peu chargé » mais reconnaît au film qu'il « retient l'attention ».